# Hỏi trời cao bao nhiêu
Rốt cuộc trời cao bao nhiêu (tiếng Trung: 究竟天有幾高, tiếng Anh: Touch the Sky), là phim truyền hình hiện đại "Quà tặng đặc biệt kỷ niệm 25 năm Hồng Kông trở về" nói về sự thật lịch sử và luân thường đạo lý được sản xuất bởi TVB; diễn viên chính Khương Đại Vệ và Cung Gia Hân, thứ chính Lâm Cảnh Trình, Nguyễn Chính Phong, Huỳnh Hạo Đình, Mã Quán Đông và Lâm Khải Ân; biêm thẩm Huỳnh Vỹ Cường, giám chế La Vĩnh Hiền. Phim này là vì để chúc mừng Hồng Kông trở về mà được sản xuất.
Phim này là 1 trong 12 bộ phim trong "Giới thiệu chương trình kỷ niệm thường niên 2022", cũng là 1 trong 6 bộ phim lớn của series "Hồi quy quang ảnh tụng".

## Đại cương câu chuyện
Năm 2010, Cục Vũ trụ Quốc gia tuyển chọn một nhóm nghiên cứu khoa học Hồng Kông, làm nhiệm vụ nghiên cứu phát triển hệ thống camera chỉ hướng thám hiểm Mặt trăng. Giáo sư Vinh Kiệt (Khương Đại Vệ đóng) là người cầm lái của nhóm, hướng dẫn Trương Ninh (Cung Gia Hân đóng), Vương Chí Cường (Huỳnh Hạo Đình đóng), Văn Thế Hiền (Nguyễn Chính Phong đóng), Trương Xuân Sinh (Lâm Cảnh Trình đóng) và các thành viên khác cố gắng nghiên cứu. Nhóm hoàn thành nghiên cứu phát triển thành công, giúp Hồng Kông có đóng góp quan trọng vào lịch sử hàng không vũ trụ của tổ quốc. Sau đó Vinh Kiệt tiếp tục dẫn dắt nhóm, phát triển thiết bị lấy mẫu cho Thường Nga 5. Tuy nhiên, ba người Xuân Sinh họ đều vì những lý do khác nhau mà rời nhóm, nhưng Trương Ninh ấp ủ giấc mơ vũ trụ đã ở lại giúp đỡ Vinh Kiệt. Nhóm cuối cùng một lần nữa hoàn thành nhiệm vụ, góp phần sức cho quá trình khám phá không gian lâu đời của quốc gia.

## Diễn viên

### Diễn viên chủ yếu
| Diễn viên              | Vai diễn    | Biệt danh/ Mối quan hệ                                                          |
| ---------------------- | ----------- | ------------------------------------------------------------------------------- |
| Khương Đại Vệ          | Vinh Kiệt   | Giáo sư/ Chủ quản nhóm nghiên cứu khoa học                                      |
| Lâm Tĩnh Văn (lúc nhỏ) | Trương Ninh | Nghiên cứu sinh/ Nhân viên nghiên cứu khoa học Có tuyến tình cảm với Từ Gia Lạc |
| Cung Gia Hân           | Trương Ninh | Nghiên cứu sinh/ Nhân viên nghiên cứu khoa học Có tuyến tình cảm với Từ Gia Lạc |

### Diễn viên khác
| Diễn viên          | Vai diễn         | Biệt danh/ Mối quan hệ                                                         |
| ------------------ | ---------------- | ------------------------------------------------------------------------------ |
| Lâm Cảnh Trình     | Trương Xuân Sinh | Nghiên cứu sinh/ Nhân viên nghiên cứu khoa học, sau rời nhóm Chồng của Văn Tuệ |
| Nguyễn Chính Phong | Văn Thế Hiền     | Nghiên cứu sinh/ Nhân viên nghiên cứu khoa học, sau rời nhóm                   |
| Huỳnh Hạo Đình     | Vương Chí Cường  | Nghiên cứu sinh/ Nhân viên nghiên cứu khoa học, sau rời nhóm                   |
| Mã Quán Đông       | Từ Gia Lạc       | Có tuyến tình cảm với Trương Ninh                                              |
| Lâm Khải Ân        | Văn Tuệ          | Vợ của Trương Xuân Sinh Cùng anh ấy sinh một con gái                           |
| Trần Vinh Tuấn     | Lương Vỹ Quyền   | Nhân viên nghiên cứu khoa học                                                  |
| Phan Phương Phương |                  | Nữ biên tập                                                                    |
| Tăng Tuệ Vân       |                  | Mẹ của Vương Chí Cường                                                         |
| Lê Văn Kiệt        |                  | Biên tập                                                                       |
| Mạch Thi Tình      |                  | Biên tập                                                                       |
| Nghê Gia Văn       |                  | Biên tập                                                                       |
| Lê Thụy Nghiệp     |                  | Nam đồng nghiệp                                                                |
| Huỳnh Nhất Minh    |                  | Nam đồng nghiệp                                                                |
| Huỳnh Oánh Nguyệt  |                  | Nữ đồng nghiệp                                                                 |
| Vỹ Liệt            |                  | Cha của Văn Thế Hiền                                                           |
| Đặng Vĩnh Kiện     |                  | Tổ trưởng nghiên cứu khoa học                                                  |
| Trương Vỹ Đằng     |                  | Tổ viên nghiên cứu khoa học                                                    |
| Trương Thi Hân     |                  | Tổ viên nghiên cứu khoa học                                                    |
| Quách Hải Phong    |                  | Tổ viên nghiên cứu khoa học                                                    |
| Hồ Mẫn Chi         |                  | Tổ viên nghiên cứu khoa học                                                    |
| Tăng Văn Tâm       |                  | Tổ viên nghiên cứu khoa học                                                    |
| Trần Gia Tuấn      |                  | Tổ viên nghiên cứu khoa học                                                    |
| Đặng Mỹ Hân        |                  | Tổ viên nghiên cứu khoa học                                                    |
| Lê Khang Kỳ        |                  | Tổ viên nghiên cứu khoa học                                                    |
| Văn Tuấn Vỹ        |                  | Tổ viên nghiên cứu khoa học                                                    |
| Lương Hạo Khải     |                  | Tổ viên nghiên cứu khoa học                                                    |
| Dư Phú Căn         |                  | Tổ viên nghiên cứu khoa học                                                    |
| Âu Tuấn Hiền       |                  | Tổ viên nghiên cứu khoa học                                                    |
| Lâm Gia Lạc        |                  | Tổ viên nghiên cứu khoa học                                                    |
| Tiển Tử Quân       |                  | Tổ viên thanh niên                                                             |
| Ngô Triệu Lân      |                  | Tổ viên thanh niên                                                             |
| Thái Cảnh Hàng     |                  | Tổ viên thanh niên                                                             |
| Thang Chi Hân      |                  | Tổ viên thanh niên                                                             |
| Châu Bách Ân       |                  | Tổ viên thanh niên                                                             |
| Trần Vỹ Địch       |                  | Tổ viên thanh niên                                                             |

## Giai thoại
- Phim được lấy cảnh thực tế tại Đại học Bách khoa Hồng Kông.[7]
- Giám chế La Vĩnh Hiền bày tỏ rằng đã tốn rất nhiều tâm tư vào việc chọn nhạc phối và nhạc chủ đề cho phim, cố tình chọn dùng bài "Rốt cuộc trời cao bao nhiêu" (究竟天有幾高) của Lâm Tử Tường năm 1981 để chạy xuyên suốt cốt truyện, ngoài việc phù hợp với chủ đề, nó còn có thể làm nổi bật cảm xúc lãng mạn của câu chuyện.[4]

## Tư liệu tham khảo
1. ↑  "究竟天有幾高｜龔嘉欣讚John哥親切 一集劇演繹10年變化過足戲癮 - 20220702 - SHOWBIZ". 明報OL網 (bằng tiếng Trung). Truy cập ngày 4 tháng 7 năm 2022.
2. ↑  "《究竟天有幾高》向科研人員致敬 龔嘉欣一集劇演繹十年變化過足戲癮". www.bastillepost.com. ngày 2 tháng 7 năm 2022. Truy cập ngày 4 tháng 7 năm 2022.
3. ↑  "《究竟天有幾高》航天偉夢". Yahoo (bằng tiếng Trung). Truy cập ngày 4 tháng 7 năm 2022.
4. 1 2  "【娛樂】《回歸光影頌》劇集明晚首播 頭炮單元向科研人員致敬-香港商報". www.hkcd.com. Truy cập ngày 4 tháng 7 năm 2022.
5. ↑  am730. "回歸25周年｜TVB今播《回歸光影頌》 即睇五大單元劇劇情". am730 (bằng tiếng Trung). Truy cập ngày 4 tháng 7 năm 2022.{{Chú thích web}}:  Quản lý CS1: tên số: danh sách tác giả (liên kết)
6. ↑  "龔嘉欣狂摑譚俊彥獲讚賞". hk.news.yahoo.com (bằng tiếng Trung). Truy cập ngày 30 tháng 6 năm 2022.
7. ↑  "《回歸光影頌》5重奏　照亮香港" (bằng tiếng Trung). ngày 3 tháng 7 năm 2022. Truy cập ngày 4 tháng 7 năm 2022.